# Sebián-Petrovszki László
Sebián-Petrovszki László (Békéscsaba, 1977. szeptember 15. –) magyar politológus, pártalkalmazott. 2004-től a Miniszterelnöki Kabinetiroda munkatársa, majd 2009-től a Bajnai-kormányban a Miniszterelnöki Kabinetiroda operatív működésért felelős szakállamtitkára. A 2010. tavaszi országgyűlési választások után a Magyar Szocialista Párt alapítványának, a Táncsics Mihály Alapítványnak az igazgatója 2011 decemberéig. Azt követően a Demokratikus Koalíció operatív igazgatója, 2014. júliusától pártigazgatója, 2025. május 8-tól a párt parlamenti frakcióvezetője.

## Tanulmányai és családja
Nagyapja paraszt gazdálkodó, édesapja a családban elsőként szerzett diplomát, majd gépészmérnökként dolgozott a helyi Lenin MGTSZ-ben, illetve az 1980-as évek közepétől GMK-kban, illetve később mezőgazdasági gépek forgalmazásával foglalkozó cégekben üzlettárs. Édesanyja könyvelő, adótanácsadó előbb egy környékbeli állami gazdaságban, majd egy ezzel foglalkozó magáncégben. Édesapja 1993-ban elhunyt, azt követően édesanyja egyedül nevelte. Egy húga van.
Általános és középiskoláját Békéscsabán végezte. Az általános iskolában emelt szintű matematikai osztályba járt. A jeles tanulmányi eredmény mellett sok diák- és közösségi program szervezője volt, ezért 1992-ben búcsúzó nyolcadikos diákként átvehette az Iskolámért emlékplakettet. Középiskolában speciális angol nyelvi osztály diákja volt. A Rózsa Ferenc Gimnázium (jelenleg Andrássy Gyula Gimnázium) hagyományos éves diákválasztásán 1995-ben a győztes „párt” kampányfőnöke volt. 1996-ban kitűnővel érettségizett.[forrás?]

## Egyetemi időszak, tudományos és közösségi tevékenység
Gimnázium után három évig a Szegedi Tudományegyetem jogászhallgatója volt, de ezt a korszakot sikertelennek értékeli. 2001-től a budapesti Eötvös Loránd Tudományegyetem Állam- és Jogtudományi Karán tanul politológiát, ott végez 2009-ben. Az egyetemen a Tudományos Diákkör vezetője, tanszéki demonstrátor, majd később egyéves kurzust tart „A baloldal története Nyugat-Európában a II. világháború után” címmel. A Magyar Politikatudományi Társaság alelnöke, a hallgatói tagozatának vezetője 2004–2006 között.
Több kutatásban is részt vett. 2002-ben a Századvégben kutatási asszisztens (téma: tüntetések Magyarországon a rendszerváltás után). Ugyanebben az évben a Miniszterelnöki Hivatalban létrehozott Stratégiai Elemző Központ (STRATEK) számára írt tanulmányt többedmagával a Fidesz kormányzati filozófiájáról. 2003-ban Kéri László vezetésével részt vett egy kutatócsapatban, amely a rendszerváltást követően vizsgálta meg a politikai kormányzás feltételeit, módszereit, szintén a STRATEK megbízásából. 2006-ban újra Kérivel kutatott egy csapatban, a parlamenti politikai vitanapokat elemezték (további tagok: Kumin Ferenc, Magyar Kornélia, Antalóczy Tímea, Kern Tamás, Szabó Andrea). Az elemzés megjelent könyvként is, Elszalasztott esélyek címmel.

## Pályája
Saját bevallása szerint már gyerekként érdekelte a politika.
1998-ban, a tavaszi választási vereség után lépett be a Magyar Szocialista Párt békéscsabai szervezetébe, emellett a Nagy Imre Társaság békéscsabai szervezetének tagja, majd elnöke lett.
2004 tavaszán levelet írt az általa egyre többre tartott Gyurcsány Ferenc ifjúsági és sportminiszternek, kérve, hogy együtt dolgozhasson vele. Gyurcsány miniszterelnökké választása után 2004. november 1-jétől a Miniszterelnöki Kabinetirodában dolgozott, a miniszterelnök politikai főtanácsadójának, Keszthelyi Andrásnak az asszisztense lett.
Az MSZP 2006. tavaszi választási győzelme után a Kormányszóvivői Iroda munkatársa lett, a MEH és a minisztériumok közti kommunikációs kapcsolatokkal foglalkozott. 2007 tavaszától a Kommunikációs Tervező Osztály munkatársa lett szakpolitikai stratégiai tervezőként, és másfél éven át képviselte a miniszterelnök kabinetfőnökét a kormányüléseket előkészítő államtitkári értekezleteken.
2008 februárjában az új miniszterelnöki kabinetfőnök, Ficsor Ádám titkárságvezetője lett.[forrás?] Gyurcsány Ferenc lemondása után Bajnai Gordon kabinetfőnöke, Szigetvári Viktor is megtartotta őt, sőt diplomája megszerzése után a miniszterelnök 2009. július 15-ével kinevezte szakállamtitkárrá, és e tisztséget 2010. május 29-ig, a Bajnai-kormány távozásáig töltötte be.
2010 nyarán Gyurcsány Ferenc felkérte a Táncsics Alapítvány, az MSZP alapítványa igazgatójának, és ő lett a Kapcsolat.hu portált üzemeltető cég ügyvezetője is. Miután 2011. október 22-én megalakult a Demokratikus Koalíció, 2012. január 1-jétől a Demokratikus Koalíció operatív igazgatója, majd 2014. július 1-jétől a párt pártigazgatója lett.[forrás?]
2014-ben országgyűlési képviselőjelölt volt, az adott év januárjában létrejött ellenzéki összefogás (MSZP–Együtt–DK–PM–MLP) országos listáján a 152. helyet foglalta el. Ezzel az első nyíltan meleg országgyűlési képviselőjelölt Magyarországon.[forrás?]

## Magánélet
2009 nyarán, a szakállamtitkári kinevezését követően leadott vagyonnyilatkozatában szerepeltette, hogy férfival él élettársi kapcsolatban, párja a Bery néven ismert énekes, Sugár Bertalan volt.
2025-ben összeházasodott brazil társával, Joao Affonso-val.

## Díjai
- Magyar Jótékonysági Díj, 2010.

## Külső hivatkozások
- Egy nap alatt százan jelentkeztek a Gyurcsány-akadémiára (TV2 - Mokka)
- Hivatalos vagyonnyilatkozat[halott link]
- Angol nyelvű hivatkozás: Second big official "outing" in Hungary may do little to mute gay stereotypes